# Pamplona
Pamplona (baskijski: Iruñea ili Iruña) glavni je grad španjolske autonomne zajednice Navare. 

## Zemljopisni smještaj
Smještena je na sjeveru Španjolske, 407 kilometara od Madrida, na obalama rijeke Arga. Pamplona je financijsko, trgovačko, ali i upravno središte Navare. Prema podacima iz 2005. godine ima 193.328 stanovnika.
Iruñea je baskijski naziv kojeg preporuča Kraljevska akademija baskijskog jezika, međutim Vlada Navare priznala je drugi baskijski naziv Iruña, što znači grad. Oba baskijska naziva su službena. Pamplona je španjolsko ime. 
Za baskijske nacionaliste, Pamplona je povijesno središte Baskije (Euskal Herria - povijesni naziv koji označava područje na kojem se govori baskijskim).
Općina Cortes je najjužnija u Navari te ujedno i čitavoj Baskiji.

## Arhitektura i znamenitosti
Povijesno središte Pamplone nalazi se na desnoj obali rijeke Arga. Grad je poznat po festivalu "San Fermín", koji se održava svake godine 7. srpnja, na kojem je glavna atrakcija je utrka s bikovima ili encierro. Ovu lokalnu priredbu poznatom je učinio Ernest Hemingway u svom djelu A sunce izlazi (1926). 
U Pamploni se održava svakog 5. srpnja "Utrka golih". "Utrka golih" je manifestacija koju organizira udruga PETA ( People for the Ethical Treatment of Animals), a cilj joj je skrenuti pažnju na mučenje i iskorištavanje bikova tijekom održavanja koride.

### Sveučilišta
U Pamploni su smještena tri sveučilišta:
- Javno sveučilište Navarre (Universidad Pública de Navarra)
- Sveučilište Navarre - privatno sveučilište Opusa Dei.
- UNED - Pridruženi centri Nacionalnog sveučilišta na daljinu,

## Gospodarstvo
U blizini Pamplone smještena je zračna luka. Povezana je željeznicom te autocestama s glavnim gradovima okolnih provincija.
Pamplona je važno industrijsko središte. U njoj je smještena i jedna od tvornica Volkswagenovih vozila. Važna je još i metalurška te papirna industrija. Također valja spomenuti i vjetroelektrane smještene na brdu Perdón u blizini Pamplone.

## Jezici
Izvorni jezik Pamplone je baskijski,  do sredine 19.sttoljeća se govorio po gradu kad ga je zamijenio španjolski. 
Španjolski je stoga glavni jezik. No, zbog velikog broja useljenika, sve je više govornika drugih  jezika.
Prema baskijskom regionalnom zakonu, glavni grad Navare uključen je u takozvano "mješovito područje". Drugim riječima, baskijski jezik je samo djelomično službeni. Stoga svi obrasci i znakovi uprave moraju biti na dva službena jezika grada, španjolskom i baskijskom, iako se, kako izvještava list Diario de Noticias, to slabo poštuje u praksi.